# ييرول
ييرول (بالإنجليزية: Yirol)‏ هي مدينة من مدن جنوب السودان. يبلغ عدد سكانها 11650 نسمة وذلك حسب إحصائيات سنة 2011 .